# Karianne Tung

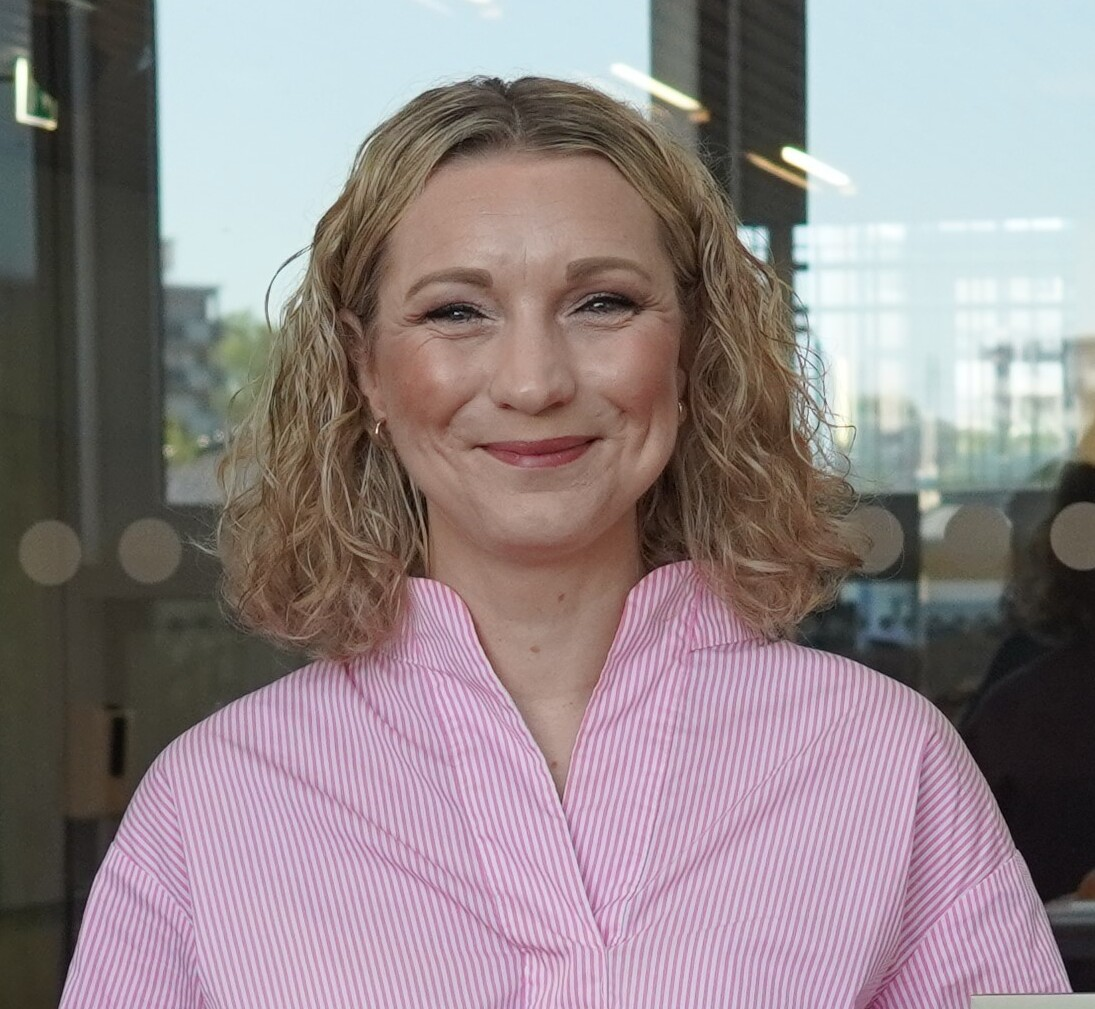
Karianne Tung, 2024

Karianne Oldernes Tung (* 21. Januar 1984) ist eine norwegische Politikerin der sozialdemokratischen Partei Arbeiderpartiet (Ap). Von 2013 bis 2017 war sie Abgeordnete im Storting. Seit Oktober 2023 ist sie Ministerin für Digitalisierung und Verwaltung.

## Leben
Tung wuchs in Stadsbygd in der heutigen Kommune Indre Fosen auf. Im Jahr 2002 wurde sie Mitglied der Ap-Parteijugend Arbeidernes Ungdomsfylking (AUF). Im Alter von 19 Jahren zog sie 2003 in das Kommunalparlament der damaligen Kommune Rissa ein. Vier Jahre später wurde sie Abgeordnete im Fylkesting des damaligen Fylkes Sør-Trøndelag, wodurch sie Berufspolitikerin wurde. Im Fylkesting gehörte sie dem Bildungsausschuss an. Sie hat einen Bachelor-Abschluss in Staatswissenschaften von der Technisch-Naturwissenschaftlichen Universität Norwegens (NTNU). An der Høgskolen i Sør-Trøndelag (HiST) war sie als Vorstandsvorsitzende tätig.
Bei der Parlamentswahl 2013 zog Tung erstmals in das norwegische Nationalparlament Storting ein. Dort vertrat sie den Wahlkreis Sør-Trøndelag und wurde zunächst Mitglied im Gesundheits- und Fürsorgeausschuss. Im Juni 2015 wechselte sie während der laufenden Legislaturperiode in den Transport- und Kommunikationsausschuss. Im September 2016 gab sie bekannt, dass sie bei der Stortingswahl 2017 nicht zur Wiederwahl antreten werde. Ihre Entscheidung begründete sie damit, mehr Zeit für ihre Familie haben zu wollen. Entsprechend schied Tung im Herbst 2017 aus dem Storting aus. Im selben Jahr wurde sie zur Vorsitzenden der Arbeiderpartiet in Sør-Trøndelag gewählt. Nach der Fusion von Sør- und Nord-Trøndelag fungierte sie übergangsweise als Parteivorsitzende in Trøndelag. Nach ihrem Ausscheiden aus dem Parlament begann Tung als Kommunikationsberaterin bei der NTNU zu arbeiten. Im Jahr 2020 wurde sie CEO der Trondheimer Interessensorganisation Trondheim Tech Port.
Am 16. Oktober 2023 wurde sie im Rahmen einer größeren Regierungsumbildung zur neuen Ministerin für Digitalisierung und Verwaltung in der Regierung Støre ernannt. Ihr Amt sowie das zugehörige Ministerium für Digitalisierung und Verwaltung wurden neu geschaffen.